# Peter Ebdon
Peter Ebdon (Islington, Londres, 27 de agosto de 1970) é um jogador profissional de snooker. Profissional desde 1991, a sua melhor prestação foi quando venceu o Campeonato Mundial de Snooker de 2002, batendo na final Stephen Hendry por 18-17.
É muitas vezes criticado pelo seu jogo muito lento e sem espectáculo. Por exemplo, numa partida em 2005 contra Ronnie O'Sullivan demorou cinco minutos para fazer uma jogada.
Ao longo da sua carreira fez mais de 300 century breaks, o que o torna o 11.º jogador de sempre em número de tacadas de 100 ou mais pontos. Venceu 9 torneios a contar para o ranking mundial.
Viveu com a família entre 2005 e 2009 no Dubai. É vegano. Em 1996, Ebdon gravou uma versão da canção de David Cassidy "I Am a Clown", editada como single.